# Municipio de Logan (condado de Dearborn)
El municipio de Logan (en inglés: Logan Township) es un municipio ubicado en el condado de Dearborn en el estado estadounidense de Indiana. En el año 2010 tenía una población de 3541 habitantes y una densidad poblacional de 76,48 personas por km².

## Geografía
El municipio de Logan se encuentra ubicado en las coordenadas 39°15′54″N 84°53′50″O / 39.26500, -84.89722. Según la Oficina del Censo de los Estados Unidos, el municipio tiene una superficie total de 46.3 km², de la cual 45,99 km² corresponden a tierra firme y (0,67 %) 0,31 km² es agua.

## Demografía
Según el censo de 2010, había 3541 personas residiendo en el municipio de Logan. La densidad de población era de 76,48 hab./km². De los 3541 habitantes, el municipio de Logan estaba compuesto por el 98,96 % blancos, el 0,11 % eran afroamericanos, el 0,08 % eran amerindios, el 0,31 % eran asiáticos, el 0,2 % eran de otras razas y el 0,34 % eran de una mezcla de razas. Del total de la población el 0,45 % eran hispanos o latinos de cualquier raza.